# Synthpop
Synthpop er en genre inden for popmusik hvor synthesizeren er det dominerende musikinstrument. Den udsprang som en del af new wave-bevægelsen sent i 1970'erne og midten af 1980'erne, og har fortsat med at eksistere og udvikle sig lige siden. Genren har haft stigende popularitet i det 21. århundrede. 

## Karakteristik
Mens det meste af nutidens populærmusik i den industrialiserede del af verden er udført via elektroniske musikinstrumenter, har synthpop sin egen stilistiske tendenser som adskiller sig fra andet musik produceret på samme måde. Disse inkluderer udnyttelsen af det kunstige (fx sammensætningen af lyde af bølgeformer) hvor synthesizeren ikke er brugt til at efterligne akustiske instrumenter, brugen af rytmer af mekaniske lyde, vokalarrangementer som et kontrapunkt til det kunstige i instrumenter, og et riff-mønster som en effekt. Sangenes struktur i synthpop ligner som oftest strukturen i populærmusik. Elektropop er en variant af synthpop, der er hårdere og mere elektronisk.